# Nati nel 1946/Gennaio
| Questa pagina contiene informazioni ricavate automaticamente dalle voci biografiche con l'ausilio del template Bio e di un bot. L'aggiornamento è periodico e automatico e ricostruisce completamente la pagina. Se manca una persona in questa lista, sei pregato di non aggiungerla, ma accertati piuttosto che la sua voce biografica contenga il template Bio e che i dati anagrafici siano correttamente compilati. Se il template Bio manca, inseriscilo tu stesso o, in alternativa, metti l'avviso {{tmp\|Bio}} che ne segnala la mancanza. Se i dati riportati sono sbagliati, correggi direttamente la voce biografica; le modifiche saranno visibili in questa lista entro pochi giorni. Per chiarimenti vedi il progetto biografie. La lista contiene solo le 245 persone che sono citate nell'enciclopedia e per le quali è stato implementato correttamente il template Bio. Pagina aggiornata al 18 ago 2025. |

- 1º gennaio - Joan Busquets, architetto e urbanista spagnolo
- 1º gennaio - João Henrique, pugile brasiliano († 1982)
- 1º gennaio - Rick Hurst, attore statunitense († 2025)
- 1º gennaio - Dave Jokerst, ex calciatore statunitense
- 1º gennaio - Spiro Latsis, banchiere greco
- 1º gennaio - Samuel Mbugua, ex pugile keniota
- 1º gennaio - Giuseppe Morrone, politico italiano
- 1º gennaio - John Njue, cardinale e arcivescovo cattolico keniota
- 1º gennaio - Emiddio Novi, giornalista e politico italiano († 2018)
- 1º gennaio - Clifford Odame, ex calciatore ghanese
- 1º gennaio - Fernando Panico, vescovo cattolico italiano
- 1º gennaio - Silvano Piccardi, attore, regista teatrale e doppiatore italiano
- 1º gennaio - Rivelino, ex calciatore e allenatore di calcio brasiliano
- 1º gennaio - Horst-Rüdiger Schlöske, ex atleta tedesco
- 1º gennaio - Takão, allenatore di calcio a 5 brasiliano
- 1º gennaio - Bonnie Zacherle, illustratrice e designer statunitense
- 1º gennaio - Tat'jana Žuk, pattinatrice artistica su ghiaccio sovietica († 2011)
- 2 gennaio - Aldo Cennamo, politico italiano
- 2 gennaio - Chick Churchill, tastierista e compositore britannico
- 2 gennaio - Richard Cole, imprenditore britannico († 2021)
- 2 gennaio - Vincenzo Dell'Arte, politico italiano
- 2 gennaio - Franco Lionello, cantante italiano († 1988)
- 2 gennaio - Stefano Marcucci, allenatore di calcio e ex calciatore italiano
- 2 gennaio - Giovanni Masiello, allenatore di calcio e ex calciatore italiano
- 2 gennaio - Ilma Rakusa, scrittrice e traduttrice svizzera
- 2 gennaio - Igor Vukman, ex calciatore jugoslavo
- 3 gennaio - Rodolfo Cetoloni, vescovo cattolico italiano
- 3 gennaio - Terry Deary, scrittore britannico
- 3 gennaio - Monica Giorgi, ex tennista e saggista italiana
- 3 gennaio - Mick Hopkins, chitarrista britannico
- 3 gennaio - John Paul Jones, polistrumentista e compositore britannico
- 3 gennaio - Tadeusz Kondrusiewicz, arcivescovo cattolico bielorusso
- 3 gennaio - Michalīs Krītikopoulos, calciatore greco († 2002)
- 3 gennaio - Bobby Lloyd, ex cestista statunitense
- 3 gennaio - Don May, ex cestista statunitense
- 3 gennaio - Olivia Molina, cantante tedesca
- 3 gennaio - James Mtume, percussionista statunitense († 2022)
- 3 gennaio - Corrado Nastasio, ex calciatore italiano
- 3 gennaio - Antonino Rotolo, mafioso italiano
- 3 gennaio - Xi Enting, tennistavolista cinese († 2019)
- 4 gennaio - Salem bin Laden, imprenditore saudita († 1988)
- 4 gennaio - Marek Borowski, politico polacco
- 4 gennaio - Ramsey Campbell, scrittore britannico
- 4 gennaio - Liliana Dell'Acqua, conduttrice radiofonica e conduttrice televisiva italiana († 2010)
- 4 gennaio - Vincenzo Jannuzzi, fumettista italiano († 2021)
- 4 gennaio - Daniela Jaworska, ex giavellottista polacca
- 4 gennaio - Valentin Vladimirovič Korabel'nikov, generale russo
- 4 gennaio - Lillian, cantante italiana
- 4 gennaio - Angelo Sguazzero, ex velocista italiano
- 4 gennaio - Henryk Marian Tomasik, vescovo cattolico polacco
- 5 gennaio - Diane Keaton, attrice, produttrice cinematografica e regista statunitense
- 5 gennaio - Lina Mangiacapre, artista, scrittrice e regista italiana († 2002)
- 5 gennaio - Giuseppe Materazzi, ex calciatore, allenatore di calcio e dirigente sportivo italiano
- 5 gennaio - Principe Tomohito di Mikasa, principe giapponese († 2012)
- 5 gennaio - Mario Zenari, cardinale e arcivescovo cattolico italiano
- 6 gennaio - Nasser Al-Johar, allenatore di calcio e ex calciatore saudita
- 6 gennaio - Antón Arieta, calciatore spagnolo († 2022)
- 6 gennaio - Ahmad al-Tayyib, imam, filosofo e teologo egiziano
- 6 gennaio - Syd Barrett, cantautore, chitarrista e compositore britannico († 2006)
- 6 gennaio - Alberto Botta, politico italiano († 2011)
- 6 gennaio - Antonio Carcarino, politico italiano († 2016)
- 6 gennaio - Cheng Pei-pei, attrice e produttrice cinematografica cinese († 2024)
- 6 gennaio - Antonino Fiorile, calciatore italiano († 2024)
- 6 gennaio - Giuseppe Giammarinaro, politico e imprenditore italiano
- 6 gennaio - Jean-Marie Nadaud, fumettista francese († 2006)
- 6 gennaio - Colette Passemard, ex cestista francese
- 7 gennaio - John Carta, aviatore italiano († 1990)
- 7 gennaio - Diane Thomas, sceneggiatrice statunitense († 1985)
- 7 gennaio - Jann Wenner, giornalista e editore statunitense
- 7 gennaio - Mike Wilds, pilota di Formula 1 britannico
- 8 gennaio - Juan Antonio Deusto, calciatore spagnolo († 2011)
- 8 gennaio - Giuseppe Di Benedetto, cardiochirurgo italiano
- 8 gennaio - Rubén Oswaldo Díaz, calciatore e allenatore di calcio argentino († 2018)
- 8 gennaio - Miguel Ángel Félix Gallardo, criminale messicano
- 8 gennaio - Norman Garwood, scenografo britannico († 2019)
- 8 gennaio - Elaine Cheris, ex schermitrice statunitense
- 8 gennaio - Robby Krieger, chitarrista statunitense
- 8 gennaio - Fritz Künzli, calciatore svizzero († 2019)
- 9 gennaio - Pier Luigi Corbari, dirigente sportivo italiano († 2018)
- 9 gennaio - Franco Ferrari, dirigente sportivo, allenatore di calcio e calciatore italiano († 2016)
- 9 gennaio - Leo Gullotta, attore, doppiatore e comico italiano
- 9 gennaio - Mogens Lykketoft, politico danese
- 9 gennaio - Aldo Piromalli, poeta e artista italiano († 2024)
- 10 gennaio - Aynsley Dunbar, batterista britannico
- 10 gennaio - Carl Fuller, ex cestista statunitense
- 10 gennaio - Robert Gadocha, ex calciatore polacco
- 10 gennaio - Julie Garfield, attrice statunitense
- 10 gennaio - Franco Ligas, giornalista e telecronista sportivo italiano
- 10 gennaio - Earl McCullouch, ex giocatore di football americano, ostacolista e velocista statunitense
- 10 gennaio - Antonio Pepe, politico italiano
- 11 gennaio - Terry Addison, ex tennista australiano
- 11 gennaio - Wally Anderzunas, cestista statunitense († 1989)
- 11 gennaio - Mike Corrigan, allenatore di hockey su ghiaccio e ex hockeista su ghiaccio canadese
- 11 gennaio - Lou Deprijck, cantante, compositore e produttore discografico belga († 2023)
- 11 gennaio - Sebastiano Gesù, critico cinematografico italiano († 2018)
- 11 gennaio - Naomi Judd, cantante statunitense († 2022)
- 11 gennaio - John Piper, predicatore statunitense
- 12 gennaio - André De Shields, attore, cantante e ballerino statunitense
- 12 gennaio - George Duke, pianista, tastierista e compositore statunitense († 2013)
- 12 gennaio - Claudia Florio, regista e sceneggiatrice italiana
- 12 gennaio - Helmut Köglberger, calciatore austriaco († 2018)
- 12 gennaio - Antonio Marsina, attore italiano
- 12 gennaio - Ryszard Szurkowski, ciclista su strada polacco († 2021)
- 12 gennaio - Sergej Četveruchin, ex pattinatore artistico su ghiaccio sovietico
- 13 gennaio - Jean-Pierre Augert, sciatore alpino francese († 1976)
- 13 gennaio - Tevita Momoedonu, politico e diplomatico figiano († 2020)
- 13 gennaio - Gilberto Oneto, teorico dell'architettura e giornalista italiano († 2015)
- 13 gennaio - Flavio Pozzani, ex calciatore italiano
- 13 gennaio - Alberto Tardivo, ex calciatore argentino
- 14 gennaio - Ștefan Ardeleanu, ex schermidore rumeno
- 14 gennaio - Lorenzo Bianconi, musicologo svizzero
- 14 gennaio - Gérard Capron, ex cestista francese
- 14 gennaio - Howard Carpendale, cantante, compositore e attore sudafricano
- 14 gennaio - Raimondo Crociani, montatore italiano († 2023)
- 14 gennaio - Jacques Grinevald, filosofo francese
- 14 gennaio - Gerald Humphreys, ex calciatore gallese
- 14 gennaio - José Lai Hung-seng, vescovo cattolico cinese
- 14 gennaio - Ronald Keeble, ex pistard britannico
- 14 gennaio - Michael Pergolani, conduttore radiofonico, scrittore e attore italiano
- 14 gennaio - Harold Shipman, serial killer britannico († 2004)
- 15 gennaio - Ron Davies, cantautore statunitense († 2003)
- 15 gennaio - Enzo Maolucci, cantautore italiano
- 15 gennaio - Edoardo Morricone, fumettista italiano
- 15 gennaio - Pierre Nguyễn Văn Đệ, vescovo cattolico vietnamita
- 15 gennaio - Antonio Tiberio, psicologo e scrittore italiano († 2022)
- 15 gennaio - Tonino Zurlo, cantautore italiano
- 16 gennaio - Silvana Bacci, attrice italiana
- 16 gennaio - Kabir Bedi, attore indiano
- 16 gennaio - Jean-Pierre Bouyxou, scrittore e critico cinematografico francese
- 16 gennaio - Michael Coats, ex astronauta e ingegnere statunitense
- 16 gennaio - Liberato Esposito, arbitro di calcio italiano († 2025)
- 16 gennaio - Salvatore Ganci, fisico italiano
- 16 gennaio - Heike Hustede-Nagel, ex nuotatrice tedesca occidentale
- 16 gennaio - Graham Masterton, scrittore scozzese
- 16 gennaio - Mario Moretti, terrorista italiano
- 16 gennaio - Peter Watts, tecnico del suono britannico († 1976)
- 17 gennaio - Lidija Alfeeva, lunghista sovietica († 2022)
- 17 gennaio - Jessica Benjamin, psicoanalista e saggista statunitense
- 17 gennaio - Ray Keldie, ex tennista australiano
- 17 gennaio - Dante Maffia, poeta, romanziere e saggista italiano
- 17 gennaio - Kay Mazzo, ex ballerina statunitense
- 17 gennaio - Luigi Spina, filologo, grecista e saggista italiano
- 17 gennaio - Domenic Troiano, chitarrista canadese († 2005)
- 18 gennaio - Perro Aguayo, wrestler messicano († 2019)
- 18 gennaio - Anna B. Sheppard, costumista polacca
- 18 gennaio - Joseph Deiss, economista e politico svizzero
- 18 gennaio - Edward Janssens, ex ciclista su strada francese
- 18 gennaio - Nicky Jennings, calciatore inglese († 2016)
- 18 gennaio - Adolfo Nef, ex calciatore cileno
- 18 gennaio - Katia Ricciarelli, soprano e attrice italiana
- 18 gennaio - Henrique Rosa, politico guineense († 2013)
- 18 gennaio - Jevhen Ščerban', imprenditore e politico ucraino († 1996)
- 19 gennaio - Giuseppe Aragno, storico italiano
- 19 gennaio - Julian Barnes, scrittore britannico
- 19 gennaio - Alberto Benini, ex calciatore italiano
- 19 gennaio - Tom Gorman, ex tennista statunitense
- 19 gennaio - Kim Henkel, sceneggiatore, produttore cinematografico e regista statunitense
- 19 gennaio - Hennadij Pavlovyč Kuz'min, scacchista ucraino († 2020)
- 19 gennaio - Reinhard Lakomy, cantante, compositore e pianista tedesco († 2013)
- 19 gennaio - Mauro Listanti, ex calciatore italiano
- 19 gennaio - Luigi Maldera, allenatore di calcio e calciatore italiano († 2021)
- 19 gennaio - Giulio Mortera, tuffatore e nuotatore italiano († 2015)
- 19 gennaio - Dolly Parton, cantautrice, musicista e attrice statunitense
- 19 gennaio - Mauri Röppänen, ex biatleta finlandese
- 19 gennaio - Moussa Sène, ex cestista senegalese
- 20 gennaio - Gildo Di Marco, attore italiano
- 20 gennaio - David Lynch, regista, sceneggiatore e attore statunitense († 2025)
- 20 gennaio - Ola Magnell, cantante svedese († 2020)
- 20 gennaio - Sasha Montenegro, attrice messicana († 2024)
- 20 gennaio - Renato Morgandi, imprenditore italiano
- 20 gennaio - Luigi Muratori, politico italiano († 2005)
- 20 gennaio - Pierre A. Riffard, filosofo francese
- 20 gennaio - Aurelio Samorì, compositore italiano
- 20 gennaio - Valdo Spini, politico italiano
- 21 gennaio - Dominique Briquel, etruscologo, latinista e archeologo francese
- 21 gennaio - Teodoro Buontempo, politico italiano († 2013)
- 21 gennaio - Pierluigi Cencetti, ex calciatore italiano
- 21 gennaio - Franz Di Cioccio, batterista e cantante italiano
- 21 gennaio - Ichirō Hosotani, ex calciatore giapponese
- 21 gennaio - Nella Martinetti, cantante, musicista e attrice svizzera († 2011)
- 21 gennaio - Christina Maslach, psicologa statunitense
- 21 gennaio - Krista Nell, attrice e modella austriaca († 1975)
- 21 gennaio - Johnny Oates, giocatore di baseball e allenatore di baseball statunitense († 2004)
- 21 gennaio - Tomás Pineda, ex calciatore salvadoregno
- 21 gennaio - Miguel Reina, ex calciatore spagnolo
- 21 gennaio - Luciano Soprani, stilista italiano († 1999)
- 22 gennaio - Christopher Hampton, sceneggiatore, drammaturgo e librettista britannico
- 22 gennaio - Malcolm McLaren, produttore discografico e cantante britannico († 2010)
- 22 gennaio - Serge Savard, dirigente sportivo e ex hockeista su ghiaccio canadese
- 23 gennaio - Arnoldo Alemán, politico nicaraguense
- 23 gennaio - Boris Abramovič Berezovskij, imprenditore, politico e matematico russo († 2013)
- 23 gennaio - Fadela Ecebbi, poetessa tunisina
- 23 gennaio - Mario Facco, allenatore di calcio e calciatore italiano († 2018)
- 23 gennaio - Silvia Monti, attrice italiana
- 23 gennaio - Don Whittington, pilota automobilistico statunitense
- 24 gennaio - Haji, attrice canadese († 2013)
- 24 gennaio - Tom O'Halleran, politico statunitense
- 24 gennaio - Michael Ontkean, attore canadese
- 24 gennaio - Flaminio Sosa, ex calciatore paraguaiano
- 24 gennaio - Antonio Giuseppe Maria Verro, politico italiano
- 25 gennaio - Géza Bereményi, regista ungherese
- 25 gennaio - Paul Cremona, arcivescovo cattolico maltese († 2025)
- 25 gennaio - Cesare De Piccoli, politico italiano
- 25 gennaio - Yann Dedet, montatore francese
- 25 gennaio - Marie-Paule Belle, cantante e pianista francese
- 25 gennaio - Erk Sens-Gorius, ex schermidore tedesco
- 25 gennaio - Mihai Țiu, ex schermidore rumeno
- 26 gennaio - Massimo Bontempelli, storico e filosofo italiano († 2011)
- 26 gennaio - Michel Delpech, cantante francese († 2016)
- 26 gennaio - Sergio Filippa, ex sciatore alpino italiano
- 26 gennaio - John Linley Frazier, assassino statunitense († 2009)
- 26 gennaio - Jonathan Israel, storico britannico
- 26 gennaio - Charly Loubet, calciatore e allenatore di calcio francese († 2023)
- 26 gennaio - Pino Masi, cantastorie italiano
- 26 gennaio - Lilia Ravazzoli, cestista argentina († 2017)
- 26 gennaio - Gene Siskel, critico cinematografico, giornalista e conduttore televisivo statunitense († 1999)
- 27 gennaio - Akuetteh Armah, ex calciatore ghanese
- 27 gennaio - Don Dohler, regista statunitense († 2006)
- 27 gennaio - Eva Romanová, ex danzatrice su ghiaccio cecoslovacca
- 27 gennaio - Nedra Talley, cantante statunitense
- 28 gennaio - Carlos Cano, cantautore spagnolo († 2000)
- 28 gennaio - Giuliana Valci, cantante e astrologa italiana († 2019)
- 28 gennaio - Juan Verduzco, attore messicano († 2024)
- 29 gennaio - Manuel António, ex calciatore portoghese
- 29 gennaio - Fernande Bochatay, ex sciatrice alpina svizzera
- 29 gennaio - Bettye LaVette, cantante statunitense
- 30 gennaio - Paul Alexander, avvocato e scrittore statunitense († 2024)
- 30 gennaio - Ottorino Assolari, missionario e vescovo cattolico italiano
- 30 gennaio - Paolo Benvenuti, regista, sceneggiatore e produttore cinematografico italiano
- 30 gennaio - Antonio Colinas, poeta, romanziere e traduttore spagnolo
- 30 gennaio - Roy Coyle, ex calciatore e allenatore di calcio nordirlandese
- 30 gennaio - Ove Eklund, ex calciatore svedese
- 30 gennaio - Gisella Giovenco, pittrice, stilista e pubblicista italiana
- 30 gennaio - Christophe Pierre, cardinale e arcivescovo cattolico francese
- 30 gennaio - Barry Yates, ex cestista statunitense
- 31 gennaio - Silvino Bercellino, allenatore di calcio e ex calciatore italiano
- 31 gennaio - Alberto Gagliardi, politico italiano
- 31 gennaio - Sylvia Hitchcock, modella statunitense († 2015)
- 31 gennaio - Terry Kath, cantautore e chitarrista statunitense († 1978)
- 31 gennaio - Ulrico Kostner, ex fondista italiano
- 31 gennaio - Arduino Paniccia, opinionista e scrittore italiano
- 31 gennaio - Dutch Ruppersberger, politico e avvocato statunitense
- 31 gennaio - Wolfgang Stumph, attore e cabarettista tedesco
- 31 gennaio - Bobby Windsor, ex rugbista a 15 britannico
- 31 gennaio - Medin Zhega, allenatore di calcio e calciatore albanese († 2012)